# Ustawa o postępowaniu wobec osób z zaburzeniami psychicznymi stwarzających zagrożenie życia, zdrowia lub wolności seksualnej innych osób
Ustawa z dnia 22 listopada 2013 o postępowaniu wobec osób z zaburzeniami psychicznymi stwarzających zagrożenie życia, zdrowia lub wolności seksualnej innych osób – ustawa z zakresu postępowania cywilnego i prawa medycznego dotycząca procedur postępowania wobec osób, które ustawa określa jako „stwarzające zagrożenie”. Ustawa wprowadziła dwa nowe postpenalne i bezterminowe środki: nadzór prewencyjny oraz umieszczenie w Krajowym Ośrodku Zapobiegania Zachowaniom Dyssocjalnym.
Przepisami tej ustawy objęto m.in. Mariusza Trynkiewicza. Media nazwały akt prawny ustawą o bestiach.

## Osoba stwarzająca zagrożenie
Ustawa reguluje postępowanie wobec osób, które spełniają łącznie następujące przesłanki:
1. odbywają prawomocnie orzeczoną karę pozbawienia wolności lub karę 25 lat pozbawienia wolności, wykonywaną w systemie terapeutycznym;
2. w trakcie postępowania wykonawczego występowały u nich zaburzenia psychiczne w postaci upośledzenia umysłowego, zaburzenia osobowości lub zaburzenia preferencji seksualnych;
3. stwierdzone u nich zaburzenia psychiczne mają taki charakter lub takie nasilenie, że zachodzi co najmniej wysokie prawdopodobieństwo popełnienia czynu zabronionego z użyciem przemocy lub groźbą jej użycia przeciwko życiu, zdrowiu lub wolności seksualnej, zagrożonego karą pozbawienia wolności, której górna granica wynosi co najmniej 10 lat.

Ustawa osoby, które spełniają ww. warunki, nazywa „osobami stwarzającymi zagrożenie”. Dla takiej osoby przewiduje się nadzór prewencyjny lub umieszczenie w Krajowym Ośrodku Zapobiegania Zachowaniom Dyssocjalnym.
Istotny dla interpretacji ustawy jest fakt, że definiuje ona „zaburzenia psychiczne”, jako upośledzenie umysłowe, zaburzenie osobowości lub preferencji seksualnej, przy czym nie odnosi się do „chorób psychicznych”, które w rozumieniu prawnym definiowane są odmiennie. W konsekwencji osoby „chore psychicznie” nie spełniają przesłanek niniejszej ustawy, pozwalającej izolować sprawców przestępstw po odbyciu kary. Ustawie podlegają jedynie niektóre osoby z „zaburzeniami psychicznymi”. Orzeczenie na ten temat wydał Sąd Najwyższy w związku ze sprawą skazanego za gwałt Krzysztofa S., który w trakcie odbywania kary zaatakował strażnika służby więziennej, po czym został także skazany za usiłowanie zabójstwa.

## Krajowy Ośrodek Zapobiegania Zachowaniom Dyssocjalnym
Ustawa tworzy Krajowy Ośrodek Zapobiegania Zachowaniom Dyssocjalnym (KOZZD). Organem założycielskim jest minister zdrowia. KOZZD ma prowadzić terapię umieszczonych tam osób stwarzających zagrożenie. Ośrodek jest monitorowany, ma ochronę i wolno w nim stosować przymus bezpośredni. Zgodnie ze statutem nadanym przez ministra zdrowia 15 stycznia 2014 siedzibą KOZZD jest Gostynin. Ośrodkiem kieruje dyrektor, którego organem doradczym jest 5-osobowa rada społeczna. KOZZD składa się z sześciu oddziałów leczniczo-rehabilitacyjnych.

## Postępowanie przed sądem
Sprawy na podstawie tej ustawy rozpoznaje w pierwszej instancji sąd okręgowy z zastosowaniem kodeksu postępowania cywilnego. Aby uznać więźnia za osobę stwarzającą zagrożenie, dyrektor zakładu karnego wnioskuje przed zakończeniem wykonywania kary do miejscowo właściwego sądu okręgowego. Do wniosku załączane są:
- opinia psychiatryczna i psychologiczna oraz
- informacja o wynikach dotychczasowej terapii i resocjalizacji.

Sąd powołuje dwóch biegłych psychiatrów oraz dodatkowo:
- biegłego psychologa – dla osoby z zaburzeniami osobowości
- biegłego lekarza seksuologa lub certyfikowanego psychologa seksuologa – dla osoby z zaburzeniami preferencji seksualnych

Postępowanie prowadzi 3-osobowy skład sędziów zawodowych z udziałem prokuratora i pełnomocnika. Osoba, której wniosek dotyczy, otrzymuje pełnomocnika z urzędu, jeśli nie ma własnego. Sąd, na wniosek biegłych psychiatrów, może zarządzić przymusową obserwację osoby w zakładzie psychiatrycznym (maks. 4 tygodnie). Sąd przy orzekaniu bierze pod uwagę także możliwość terapii takiej osoby na wolności.
Sąd orzeka postanowieniem:
- bezterminowy nadzór prewencyjny – gdy zachodzi „wysokie prawdopodobieństwo” lub
- bezterminową przymusową terapię w KOZZD – gdy zachodzi „bardzo wysokie prawdopodobieństwo” popełnienia czynu zabronionego, z użyciem przemocy lub groźby jej użycia, przeciwko życiu, zdrowiu lub wolności seksualnej, gdzie górna granica zagrożenia karą wynosi minimum 10 lat. Przy orzekaniu nadzoru prewencyjnego sąd może dodatkowo nakazać terapię we wskazanym ośrodku.

Od osoby uznanej za stwarzającą zagrożenie pobierane są odciski linii papilarnych, wymaz do analizy DNA oraz fotografia i opis wizerunku. Doprowadzenie przez policję odbywa się z asystą medyczną.

## Nadzór prewencyjny
Nadzór prewencyjny sprawuje policja i ma na celu „ograniczenie zagrożenia życia, zdrowia lub wolności seksualnej innych osób” (art. 22 ustawy). Osoba objęta nadzorem musi informować policję o miejscu stałego pobytu i zatrudnieniu, a na żądanie także o miejscu czasowego i przyszłego pobytu oraz o planach wyjazdów. Wobec osoby nadzorowanej policja może prowadzić działania operacyjne i rozpoznawcze. Możliwa jest również kontrola operacyjna takiej osoby, jeśli zachodzi uzasadniona obawa, że osoba zamierza popełnić czyn zabroniony przeciwko życiu, zdrowiu (z zagrożeniem karą do minimum 5 lat więzienia) lub wolności seksualnej i obyczajności. Kontrolę zarządza sąd na wniosek policji i za zgodą prokuratora okręgowego.
Nadzór może zostać uchylony przez sąd, gdy prawdopodobieństwo popełnienia przez osobę, objętą nadzorem, czynu zabronionego wskazanego w ustawie, spadnie poniżej poziomu „wysokiego”.
Jeśli prawdopodobieństwo popełnienia przez osobę objętą nadzorem czynu zabronionego wskazanego w ustawie wzrośnie do poziomu „bardzo wysokiego”, wówczas sąd może postanowić o bezterminowym umieszczeniu osoby nadzorowanej w KOZZD.

## Pobyt w KOZZD
Każda osoba w KOZZD ma indywidualny plan terapii. Kontrola przedmiotów posiadanych przez osobę stwarzającą zagrożenie jest dopuszczalna w każdym czasie. Osoba stwarzająca zagrożenie ma prawo, za zgodą kierownika KOZZD, do kontaktu telefonicznego, elektronicznego i osobistego z innymi osobami. Bez zgody kierownika KOZZD osoba stwarzająca zagrożenie ma prawo do kontaktu z własnym pełnomocnikiem, Rzecznikiem Praw Pacjenta Szpitala Psychiatrycznego oraz Rzecznikiem Praw Obywatelskich.
Personel KOZZD obowiązuje zachowanie tajemnicy danych i informacji o osobach stwarzających zagrożenie. Osoba w KOZZD ma prawo ustnie i pisemnie zgłaszać skargi na naruszenie jej praw oraz ma prawo do informacji o decyzjach w sprawach ją dotyczących. Ochronę praw osoby w KOZZD sprawuje Rzecznik Praw Pacjenta Szpitala Psychiatrycznego. Kontroli legalności pobytu, poszanowania praw oraz ocenę warunków pobytu osoby w KOZZD może w każdym czasie dokonać osobiście sędzia. Dla osoby stwarzającej zagrożenie na wniosek lub z urzędu może być ustanowiony kurator do prowadzenia jej spraw.
Wobec osoby stwarzającej zagrożenie wolno stosować przymus bezpośredni (art. 34-45). Przymus bezpośredni polega na: przytrzymaniu, przymusowym zastosowaniu leku, założeniu pasów lub kaftana bezpieczeństwa, izolacji lub użyciu kajdanek, pałki służbowej albo ręcznego miotacza substancji obezwładniających. Ustawa szczegółowo reguluje zastosowanie przymusu bezpośredniego i wymaga jego każdorazowego dokumentowania.
Przynajmniej raz na 6 miesięcy sąd ustala zasadność dalszego pobytu osoby w KOZZD na podstawie opinii psychiatry i wyników terapii. Sąd może w każdym czasie z urzędu postanowić o wypisaniu osoby z KOZZD. Możliwe jest wypisanie z zastosowaniem dalszego nadzoru prewencyjnego.
Według prognozy zawartej w art. 56 ustawy skutkiem utworzenia KOZZD będą wydatki z budżetu państwa:
- 5 mln zł w roku 2014 oraz 7 mln zł rocznie w latach 2015-22 (gdy liczba osób w KOZZD nie przekroczy 10)
- 20 mln rocznie (gdy liczba osób w KOZZD przekroczy 10).

## Krytyka ustawy
Ustawa wzbudziła szeroką krytykę środowisk prawniczych i medycznych. Helsińska Fundacja Praw Człowieka zwróciła się do Rzecznika Praw Obywatelskich z prośbą o rozpatrzenie, czy ustawa nie powinna trafić do Trybunału Konstytucyjnego. W stanowisku fundacji wskazuje się na wady ustawy: złamanie zasady nieretroaktywności prawa oraz nieproporcjonalnie duże ograniczenie wolności osobistej. Kierownik Katedry Psychiatrii Collegium Medicum UJ prof. Józef K. Gierowski w swoim apelu z 25 listopada 2013 także postulował skierowanie ustawy bez podpisu prezydenta do Trybunału. Stanowisko identyczne zajęło Polskie Towarzystwo Psychologiczne. Zarząd główny Polskiego Towarzystwa Psychiatrycznego wyraził sprzeciw wobec nazywania KOZZD ośrodkiem leczniczym i postulowało o przyporządkowanie go ministerstwu sprawiedliwości, zamiast ministerstwu zdrowia. Według tego towarzystwa powoływanie się przez polskie ministerstwo sprawiedliwości na niemieckie rozwiązanie (niem. Sicherungsverwahrung) jest nieuprawnione, ponieważ niemieckie ośrodki tego typu nie są placówkami medycznymi.
Po podpisaniu ustawy prezydent Bronisław Komorowski zapowiedział jej skierowanie do Trybunału Konstytucyjnego w trybie kontroli następczej. Rzecznik Praw Obywatelskich Irena Lipowicz krytycznie oceniła ustawę i przygotowanie Krajowego Ośrodka Zapobiegania Zachowaniom Dyssocjalnym w Gostyninie.